# Ouled Antar (distrito)
Ouled Antar é um distrito localizado na província de Médéa, Argélia, e cuja capital é a cidade de mesmo nome. A população total do distrito era de 11 555 habitantes, em 2008.[carece de fontes?]

## Comunas
O distrito está dividido em três comunas:
- Ouled Antar
- Boghar
- Ouled Hellal